# Pousse-pousse (film)
Pour plus de détails, voir Fiche technique et Distribution.
Pousse-pousse est un film camerounais réalisé par Daniel Kamwa et sorti en 1976.

## Fiche technique
- Titre : Pousse-pousse
- Réalisation : Daniel Kamwa
- Scénario : Daniel Kamwa
- Photographie : Patrick Blossier et Henri Czap
- Son : Dominique Mion
- Montage : Jean-Pierre Guntz et Bernard Lefèvre
- Production : DK7 Communications
- Pays :  Cameroun
- Durée : 100 minutes
- Date de sortie  : France - 28 avril 1976

## Distribution
- Daniel Kamwa : Pousse-pousse
- Marthe Ndone Ewane : Rose
- Marcel Mvondo
- Madeleine Happy
- Paulinette Mpacko
- Edouard Tchaptchet
- Marie Monthé
- Bibi Kouo
- Pierre Zogo
- Evélé Ache
- Elis Hajj
- Arlette Dinbell